# Транспортний таран
Транспортний таран — форма теракту під час якого правопорушник, за допомогою транспортного засобу, навмисно таранить будівлю, натовп людей чи інші транспортні засоби. Першим відомим використанням транспортного тарану у сучасному вигляді є атака 2001 року зорганізована палестинцями в Азорі. За даними аналітиків Stratfor цей вид нападів являє собою нову бойову тактику, яка є менш смертельною, але може виявитись більш важкою для запобігання, аніж дії смертників. Навмисний таран автомобілем натовпу, через мінімум виконавчих навичок зі значними людськими жертвами, набував рис головної терористичної тактики в 2010-х роках. Початково у більшості випадків терористи належали до мусульман, невдовзі європейці почали їм відповідати взаємністю.